# Léon Meys
Léon Meys (Oegstgeest, 23 september 1964) is een voormalig Nederlands voetballer. De verdediger stond onder contract bij Willem II, KFC Turnhout en KFC Dessel Sport.